# Отар Тушишвілі
Отар Тушішвілі  (груз. ოთარ თუშიშვილი, 14 червня 1978, Горі) — грузинський борець вільного стилю, олімпійський медаліст.

## Спортивні результати на міжнародних змаганнях

### Виступи на Олімпіадах
| Змагання                    | Збірна | Вагова категорія          | Місце  |
| --------------------------- | ------ | ------------------------- | ------ |
| Літні Олімпійські ігри 2000 | Грузія | вільна боротьба, до 63 кг | 15     |
| Літні Олімпійські ігри 2004 | Грузія | вільна боротьба, до 66 кг | 21     |
| Літні Олімпійські ігри 2008 | Грузія | вільна боротьба, до 66 кг | Бронза |
| Літні Олімпійські ігри 2012 | Грузія | вільна боротьба, до 66 кг | 12     |

### Виступи на Чемпіонатах світу
| Змагання                        | Збірна | Вагова категорія          | Місце  |
| ------------------------------- | ------ | ------------------------- | ------ |
| Чемпіонат світу з боротьби 1999 | Грузія | вільна боротьба, до 58 кг | 19     |
| Чемпіонат світу з боротьби 2001 | Грузія | вільна боротьба, до 63 кг | 8      |
| Чемпіонат світу з боротьби 2002 | Грузія | вільна боротьба, до 66 кг | 9      |
| Чемпіонат світу з боротьби 2003 | Грузія | вільна боротьба, до 66 кг | 5      |
| Чемпіонат світу з боротьби 2005 | Грузія | вільна боротьба, до 66 кг | Бронза |
| Чемпіонат світу з боротьби 2006 | Грузія | вільна боротьба, до 66 кг | Срібло |
| Чемпіонат світу з боротьби 2007 | Грузія | вільна боротьба, до 66 кг | Бронза |
| Чемпіонат світу з боротьби 2010 | Грузія | вільна боротьба, до 66 кг | 18     |

### Виступи на Чемпіонатах Європи
| Змагання                         | Збірна | Вагова категорія          | Місце  |
| -------------------------------- | ------ | ------------------------- | ------ |
| Чемпіонат Європи з боротьби 1999 | Грузія | вільна боротьба, до 58 кг | Бронза |
| Чемпіонат Європи з боротьби 2000 | Грузія | вільна боротьба, до 58 кг | 5      |
| Чемпіонат Європи з боротьби 2001 | Грузія | вільна боротьба, до 63 кг | Бронза |
| Чемпіонат Європи з боротьби 2003 | Грузія | вільна боротьба, до 66 кг | 14     |
| Чемпіонат Європи з боротьби 2004 | Грузія | вільна боротьба, до 66 кг | 5      |
| Чемпіонат Європи з боротьби 2006 | Грузія | вільна боротьба, до 66 кг | 5      |
| Чемпіонат Європи з боротьби 2010 | Грузія | вільна боротьба, до 66 кг | Бронза |
| Чемпіонат Європи з боротьби 2012 | Грузія | вільна боротьба, до 66 кг | 5      |

### Виступи на Кубках світу
| Змагання                    | Збірна | Вагова категорія          | Місце |
| --------------------------- | ------ | ------------------------- | ----- |
| Кубок світу з боротьби 2007 | Грузія | вільна боротьба, до 66 кг | 7     |

### Виступи на інших змаганнях
| Змагання                                                      | Збірна | Вагова категорія          | Місце  |
| ------------------------------------------------------------- | ------ | ------------------------- | ------ |
| Всесвітні ігри військовослужбовців 1999                       | Грузія | вільна боротьба, до 63 кг | 12     |
| Олімпійський кваліфікаційний турнір з боротьби 2000 (Мінськ)  | Грузія | вільна боротьба, до 58 кг | 4      |
| Чемпіонат світу з боротьби серед студентів 2005               | Грузія | вільна боротьба, до 66 кг | Бронза |
| Олімпійський кваліфікаційний турнір з боротьби 2012 (Тайюань) | Грузія | вільна боротьба, до 66 кг | Срібло |

### Виступи на змаганнях молодших вікових груп
| Змагання                                       | Збірна | Вагова категорія          | Місце  |
| ---------------------------------------------- | ------ | ------------------------- | ------ |
| Чемпіонат Європи з боротьби серед юніорів 1995 | Грузія | вільна боротьба, до 50 кг | Срібло |
| Чемпіонат Європи з боротьби серед юніорів 1996 | Грузія | вільна боротьба, до 54 кг | Золото |
| Чемпіонат світу з боротьби серед юніорів 1996  | Грузія | вільна боротьба, до 54 кг | Бронза |
| Чемпіонат світу з боротьби серед юніорів 1997  | Грузія | вільна боротьба, до 56 кг | 14     |
| Чемпіонат Європи з боротьби серед юніорів 1998 | Грузія | вільна боротьба, до 56 кг | Срібло |
| Чемпіонат світу з боротьби серед кадетів 1993  | Грузія | вільна боротьба, до 43 кг | Бронза |